# Billy Name

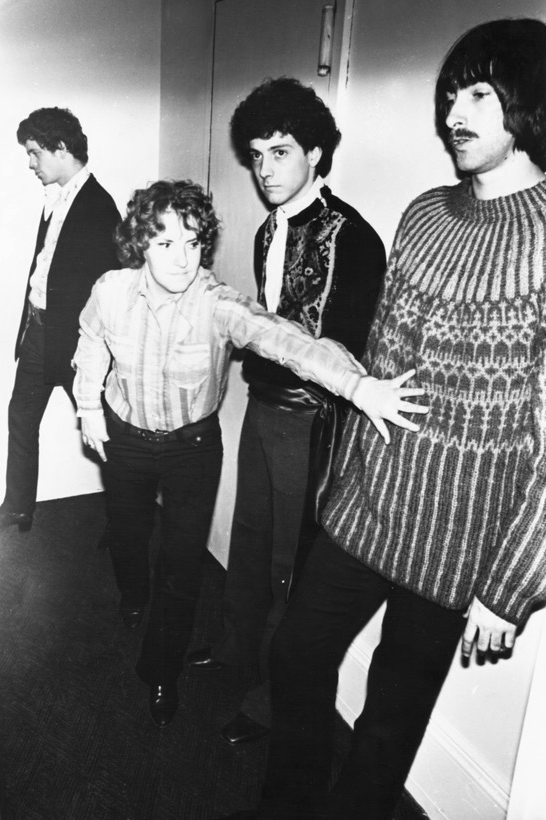
Billy Name: Velvet Underground, 1968

Billy Name (22. února 1940, Poughkeepsie, New York, USA – 18. července 2016), občanským jménem William Linich, byl americký fotograf, filmař a světelný designér, spolupracovník výtvarníka a režiséra Andyho Warhola.

## Život
Narodil se roku 1940 ve městě Poughkeepsie a na počátku své kariéry pracoval jako světelný designér pro divadelní společnost Judson Dance Theater. Billy Linich poprvé Warhola potkal v roce 1959, ale pracovat pro něj začal až o několik let později. Dostal od něj za úkol přebarvit veškeré vybavení Warholova uměleckého ateliéru The Factory na stříbrnou barvu. Zanedlouho, roku 1966, si změnil své příjmení z Linich na Name. Důvodem bylo, že „Name“ znělo více „warholovsky“. Od Warhola definitivně odešel v roce 1970. Ve Warholově ateliéru se také věnoval řízení ostatních lidí. Dále zde byl dvorním fotografem a archivářem. Zde také strávil značnou dobu v temné komoře, odkud příliš často nevycházel a nikoho, s výjimkou hudebníka Lou Reeda a herce Ondina, kteří se stejně jako on zajímali o okultismus, k sobě nepouštěl. Je také autorem fotografií na albech skupiny The Velvet Underground. V šedesátých letech se rovněž věnoval hudbě: Spolupracoval s avantgardním skladatelem a hudebníkem La Montem Youngem. Roku 2014 vydal knihu fotografií nazvanou The Silver Age, ve které se nachází fotografie různých lidí z Warholova okolí z šedesátých let. Autorem předmluvy je hudebník a skladatel John Cale. Ke konci života byl ve špatném zdravotním stavu (měl například cukrovku).